# Cookie Clicker
Cookie Clicker – gra komputerowa typu clicker, stworzona przez francuskiego programistę Juliena „Orteila” Thiennota w 2013 roku.
Gra przyniosła popularność gatunkowi gier typu clicker i stworzyła całkowicie nowy typ incremental games (pol. gry przyrostowe). Polega na produkcji ciasteczek poprzez klikanie, wcielamy się w rolę producenta ciasteczek.

## Historia
Gra ta została opublikowana w 2013 roku po stworzeniu w zaledwie jeden wieczór i zlinkowana początkowo na 4chanie jako darmowa gra przeglądarkowa i po zaledwie paru godzinach zdobyła ponad pięćdziesiąt tysięcy graczy, a w swoim szczycie grało w nią ponad półtora miliona osób jednocześnie. Była ona zainspirowaną grą o nazwie Candy Box, a jak stwierdził sam twórca gra została początkowo stworzona dla żartu.
25 października 2018 roku został utworzony patreon, który miał pomóc w rozwijaniu gry.
W 2021 roku gra zadebiutowała na platformie steam, gdzie w szczytowym momencie grało w nią ponad 42 tysiące osób jednocześnie.

## Rozgrywka
Na początkowych etapach gry, gracz musi klikać w centralnie umieszczone znajdujące się po lewej stronie ekranu ciastko, początkowo jedno kliknięcie odpowiada stworzeniu jednego ciasteczka. Zebrawszy piętnaście ciastek gracz może kupić kursor, który będzie generował 0,1 ciastka na sekundę. Dzięki temu możliwym będzie kupowanie różnych i coraz lepszych i dających więcej ciasteczek, ulepszeń, które automatycznie generują określoną liczbę ciastek (obecnie dostępne ulepszenia to: kursory, babcie, hodowle, kopalnie, fabryki, banki, świątynie, wieża czarodziejów, dostawy, laboratoria alchemiczne, bramy, wehikuły czasu, kondensatory antymaterii, pryzma, koła fortuny, silniki fraktalne, konsole javascript, próżnoświaty, rdzeniowych piekarzy i „ty”).
W grze dostępnych jest ponad 600 ulepszeń i 500 osiągnięć.
Muzykę do gry na platformie steam stworzył C418.